# Le Viol du vampire
Pour les articles homonymes, voir Viol (homonymie).
Le Viol du vampire est un film fantastique français réalisé en 1967 par Jean Rollin et sorti sur les écrans en 1968. Il s'agit du premier long métrage de son auteur ainsi que d'un des tout premiers films de vampires français.

## Synopsis
Thomas, un jeune psychanalyste qui ne croit pas au surnaturel, se rend avec ses amis Marc et Brigitte dans un village de Normandie où se trouvent quatre jeunes femmes que l'on dit vampires. Plus précisément, il s'agit de quatre sœurs qui vivent à l'écart des autres habitants, dans une grande maison délabrée dont elles ne sortent guère qu'au crépuscule, le plus souvent pour aller vénérer dans la forêt voisine une étrange idole. Elles ne se nourrissent que du sang d'animaux qu'elles capturent pour les égorger, et elles ne supportent pas la lumière du soleil. Les villageois, qui les redoutent, ont érigé autour de leur demeure un rempart de croix, lesquelles leur causent une véritable frayeur. Selon un vieux châtelain chez qui les trois héros font étape avant de rencontrer ces étranges spécimens, les quatre sœurs vampires auraient deux cents ans et vivaient déjà sous le règne de Louis XV ; au début du XXe siècle, les paysans du village auraient tenté de les tuer, mais ils auraient juste réussi à violer l'une d'entre elles et à en aveugler une autre, sans parvenir à les abattre.
Vivement intéressés, Thomas et ses deux compagnons arrivent dans la maison des prétendues vampires et ils ne peuvent que constater l'exactitude de ce qu'on leur a raconté. De fait, les quatre femmes boivent effectivement du sang, craignent la lumière et s'affirment âgées de plusieurs siècles. En outre, l'une d'entre elles est bel et bien persuadée qu'elle a été violée, tandis qu'une de ses sœurs se comporte comme si elle était aveugle, alors qu'elle ne l'est pourtant pas. Remplis de bon sens rationnel, nos trois héros estiment qu'il ne s'agit que de quatre pauvres folles, et Thomas entreprend immédiatement de les soigner par le biais d'un traitement psychanalytique. Plus précisément, il essaie de les convaincre qu'elles ne sont pas des vampires. À cet effet, il fait d'abord brûler toutes les croix qu'avaient installées les paysans autour de leur demeure, puis il propose à l'une des sœurs vampires – celle qui croit qu'on l'a violée – de le rejoindre à l'aube dans la campagne, afin de lui prouver qu'elle peut parfaitement supporter la lumière du jour.
Comme elle ressent une certaine attirance amoureuse à son égard et qu'elle souhaiterait enfin quitter la maison délabrée où on l'oblige à vivre, la jeune femme accepte. Cependant, elle s'attire ainsi l'hostilité d'un personnage dont Thomas et ses amis ne soupçonnent pas la véritable nature : le vieux châtelain. En effet, ce dernier est d'abord un ensorceleur qui retient les quatre sœurs vampires sous sa domination, afin qu'elles lui servent notamment de jouets sexuels. Il ne peut supporter que l'une d'entre elles échappe à son emprise, et il charge une de ses sœurs, qui lui est particulièrement fidèle, de l'éliminer. Celle-ci échoue et elle est tuée par la vampire jadis violée, laquelle retrouve ensuite au matin Thomas, au lieu que celui-ci lui avait indiqué. Là, elle découvre qu'elle peut bel et bien supporter la lumière du jour sans que cette dernière la blesse. Cependant, face à l'échec de son plan, le châtelain ne reste pas inactif et il décide, pour se venger, de recourir aux paysans, auxquels il ordonne de massacrer les femmes vampires pour en finir une bonne fois pour toutes avec elles. Ivres de colère, ces derniers prennent en chasse une des vampires qui se sauve à toutes jambes. Dans sa fuite, elle rencontre Brigitte qui était partie se balader dans la campagne pour prendre l'air, et elle la tue involontairement dans sa panique.
Elle est ensuite rattrapée et lynchée par les paysans. Peu après, Marc découvre le cadavre inerte de Brigitte et apprend les circonstances de son trépas. Fou de douleur et de rage, il rejoint le groupe des campagnards et les mène à l'assaut de la vieille bâtisse où se trouvent encore Thomas ainsi que la femme vampire jadis violée et sa sœur qui se pense aveugle. Très vite, la maison est envahie. Frappée au visage d'un coup de fourche, la fausse aveugle se retrouve avec les yeux crevés pour de vrai, mais elle parvient quand même à s'enfuir. À coups de pistolet, Thomas réussit à repousser temporairement Marc et les autres assaillants qui voulaient abattre la dernière des vampires, puis il s'apprête à déguerpir avec elle par un passage souterrain dont elle connaît le secret. Avant de s'y engager, il lui demande de lui donner le « baiser du vampire », c'est-à-dire de feindre de le mordre, car il croit toujours qu'il ne s'agit que d'une malade mentale. À sa grande surprise, la jeune femme le mord pour de vrai, lui suçant réellement le sang, puis il sent brusquement une transformation s'opérer en lui et ses canines pousser. Il comprend alors – mais trop tard ! – que ses « patientes » étaient d'authentiques mortes-vivantes. Néanmoins, la bâtisse se retrouvant définitivement investie, il n'a pas le temps de s'appesantir là-dessus. Courant dans le souterrain, il débouche finalement avec la jeune vampire sur une plage au bord de la mer. Marc les a suivis, escorté par le vieux châtelain, et il les abat tous les deux d'une balle en plein cœur. Rempli de tristesse et d'amertume, il retourne ensuite auprès du cadavre de Brigitte, tandis que le vieil homme savoure sa vengeance.
Cependant, sa joie est de courte durée, car on voit alors intervenir subitement la reine des vampires. Celle-ci dirige à Paris une clinique où, avec l'aide d'un chirurgien nécromancien, le docteur Samsky, elle fabrique des vampires et autres morts-vivants (le chirurgien étant d'ailleurs lui-même un vampire). Elle avait transformé en suceuses de sang les quatre jeunes femmes et elle est furieuse de la tournure prise par les événements. Pour punir le châtelain de n'avoir pas réussi à maintenir sous sa domination les quatre vampiresses, elle le fait exécuter par ses sbires, puis elle ordonne à ces derniers d'abattre, après son départ, Thomas et son amante d'outre-tombe. Cependant, comme les bourreaux n'osent pas aller jusqu'au bout de leur mission, nos deux héros se raniment (leurs têtes n'ayant pas été tranchées, ils n'étaient pas morts définitivement), Thomas étant désormais totalement un vampire, et ils se mettent en quête de la clinique de la reine des vampires afin d'y découvrir le moyen de redevenir des humains normaux. Simultanément, dans son sinistre quartier général parisien, la reine des vampires fait transporter le cadavre de la sœur vampire qui était restée fidèle au vieux châtelain, et elle la fait ressusciter par son chirurgien.
Elle ordonne ensuite à ses agents de lui ramener le cadavre de Brigitte, afin d'en faire un zombie, et de lui retrouver, pour l'éliminer définitivement, celle des sœurs vampires qui avait été aveuglée par les paysans. De fait, les deux missions sont vite réalisées. Un faux cortège funèbre composé de vampires récupère discrètement le corps toujours en bon état de Brigitte dans le cimetière où on l'avait enterré, cela malgré l'intervention de Marc qui surprend involontairement la manœuvre et tente de l'empêcher ; cependant, il est assommé par le chirurgien de la reine des vampires et ramené chez lui à la faveur de son inconscience. Au même moment, le groupe chargé de la profanation de sépulture met la main sur la vampire aveugle, cette dernière ayant précisément trouvé refuge dans le caveau où l'on avait déposé Brigitte. Pour la tuer, les sbires de la reine l'emmènent sur une plage et laissent la marée montante l'emporter, estimant que sa cécité l'empêchera de nager vers le rivage pour éviter la noyade. Ils retournent ensuite dans leur quartier général à la clinique. C'est alors que Thomas et sa compagne s'y présentent. Ils sont capturés et conduits devant le chirurgien. Toutefois, ce dernier leur confie qu'il ne supporte plus sa condition de vampire et qu'il désire se débarrasser de sa cruelle patronne afin de redevenir un homme normal. Il est prêt à libérer Thomas si celui-ci se joint à son plan. Naturellement, le jeune psychanalyste accepte. Un complot est mis sur pied.
Au même moment, Marc se réveille dans son appartement parisien et, à sa grande stupéfaction, il y retrouve Brigitte qui paraît bien vivante, mais tient des propos fort bizarres. Elle ne tarde pas à sortir et Marc la suit discrètement. Très vite, elle le mène jusqu'à la clinique de la reine des vampires et là, Marc s'aperçoit qu'elle a été transformée en une sorte de zombie maintenu artificiellement en vie grâce à un magnétophone magique. Il coupe l'appareil, mais provoque ainsi sans le vouloir la mort définitive de sa bien-aimée. Simultanément, la reine des vampires organise une messe noire accompagnée d'une parodie de mariage. C'est le moment que choisissent le chirurgien ainsi que Thomas pour intervenir. À l'issue d'un violent combat, la reine et tous ses sbires sont éliminés, sauf la vampire fidèle au vieux châtelain, qui parvient à se sauver. Alors qu'elle arrive sur une plage pour (sans doute) traverser la Manche, elle tombe sur sa sœur aveugle qui, par miracle, ne s'était pas noyée et avait pu regagner le rivage. Celle-ci la reconnaît et, pour se venger, la tue. Satisfaits de leur succès, le chirurgien et Thomas testent un remède qu'ils ont mis au point et qui devrait ramener les vampires à l'état d'hommes normaux. Ce dernier se borne à tuer les vampires. Désespérés, Thomas et sa compagne vampire se retirent dans un immeuble abandonné, où ils attendent de mourir d'inanition afin de ne point rester éternellement des revenants. Dans le même temps, ne pouvant supporter d'avoir causé la mort de Brigitte, Marc perd la raison et il se met à errer dans Paris en délirant, le cadavre de sa bien-aimée dans les bras.

## Fiche technique
- Réalisateur : Jean Rollin
- Scénario : Jean Rollin
- Directeur de la photographie : Guy Leblond et Antoine Harispe
- Prise de son : Jean-François Chevalier
- Décors : Alain-Yves Beaujour
- Montage : Jean-Denis Bonan
- Musique : Yvon Géraud, Barney Wilen et François Tusques
- Production : Sam Selsky et les films ABC
- Distribution : S.N.A.
- Pays d'origine : France
- Durée totale : 100 minutes
- Couleur : noir et blanc
- Limite d'âge : interdit aux moins de 18 ans (en 1968)[2]
- Interdit aux moins de 12 ans aujourd'hui
- Date de sortie : 27 mai 1968
- Affiche : Philippe Druillet

## Distribution
- Bernard Letrou : Thomas (le psychanalyste)
- Marquis Polho : Marc
- Catherine Devil : Brigitte
- Solange Pradel : la sœur vampire violée
- Ursule Pauly : la sœur vampire fidèle au vieux châtelain
- Nicole Romain : la sœur vampire aveugle
- Ariane Sapriel : la quatrième sœur vampire
- Jacqueline Sieger : la reine des vampires
- Doc Moyle : le châtelain ensorceleur
- Jean-Loup Philippe : le docteur Samsky (le chirurgien nécromancien) (non crédité)
- Philippe Druillet : un paysan
- Jean Rollin : un autre paysan
- Marc Pauly
- Éric Yan
- Alain-Yves Beaujour
- Olivier Martin
- Barbara Girard
- Annie Merlin

## Histoire du film
En 1967, le distributeur français Jean Lavie, propriétaire à Paris d'un réseau de petites salles de cinéma comprenant notamment le Scarlett, le Styx et le Midi-Minuit, commanda à Jean Rollin un moyen métrage sur le thème des vampires afin de servir de prologue à un vieux film fantastique américain des années 1940, Le Vampire, créature du diable, dont il avait racheté les droits et qu'il comptait rediffuser. À cette époque, Jean Rollin n'était encore qu'un apprenti-cinéaste qui avait seulement réalisé quelques courts métrages ; néanmoins, ceux-ci lui avaient permis de se faire connaître auprès de certains professionnels du cinéma. Comme il désirait se lancer dans des projets plus ambitieux et se spécialiser notamment dans le genre fantastique, il accepta la proposition de Lavie avec enthousiasme.
Grâce à un producteur parisien d'origine américaine, Sam Selsky, il parvint à bénéficier d'un budget de 200 000 francs qui lui donna la possibilité de rassembler une petite équipe et de commencer le tournage d'un film dont il écrivit le scénario et qui était censé, à l'origine, ne durer qu'une trentaine de minutes. Cependant, l'affaire se révéla assez difficile. À cause de la minceur du budget, Jean Rollin ne put recruter parmi ses assistants et ses techniciens que des gens qui sortaient juste de leurs écoles de cinéma et qui n'avaient jamais vraiment participé à la réalisation d'un long ou d'un moyen métrage. Il en alla de même pour les acteurs : il s'agissait uniquement de comédiens non professionnels, Rollin se trouvant dans l'incapacité d'obtenir les services d'acteurs reconnus, parce que ceux-ci auraient réclamé des cachets trop élevés. Ainsi, parmi les interprètes des quatre sœurs vampires, Ursule Pauly n'était qu'un mannequin tandis que Nicole Romain, qui joue la vampire aveugle, était dans la vie une stripteaseuse.
Les interprètes des trois héros, Thomas, Marc et Brigitte, n'avaient jamais joué auparavant dans un film, et tous les autres acteurs se trouvaient dans la même situation. Par ailleurs, aucun d'entre eux n'avaient suivi une formation en art dramatique, sauf Ariane Sapriel. À ces difficultés se joignit une autre : peu après le début du tournage, Jean Rollin perdit involontairement le script du film, qu'il avait rédigé lui-même, mais dont il avait négligé de faire des copies. Cela obligea les comédiens à improviser une grande partie des dialogues. Néanmoins, l'équipe s'efforça de mener le projet jusqu'au bout. Le tournage du Viol du vampire se déroula presque entièrement en banlieue parisienne, à Claye-Souilly, autour d'une ancienne villa abandonnée qui servit de décor pour la maison des femmes vampires.
Les bois et les champs aux alentours fournirent le cadre pour les séquences en extérieur. Seule la mort de Thomas et de la femme vampire ne fut pas filmée en Île-de-France. Pour la tourner, Rollin choisit une plage en Normandie près de Pourville-lès-Dieppe, qui était chère à son cœur depuis son adolescence et qu'il avait déjà utilisée comme décor en 1958 pour son tout premier court métrage, Les Amours jaunes ; par la suite, elle devait réapparaître à de très nombreuses reprises dans ses films ultérieurs. Tout au long du tournage, l'équipe dut faire preuve d'inventivité pour compenser la pauvreté de ses moyens. Ainsi, lors de la séquence où la demeure des sœurs vampires est prise d'assaut, les paysans entourant Marc n'étaient autres que plusieurs membres de l'équipe technique, qui avaient été employés pour l'occasion comme acteurs, parce que Jean Rollin n'avait pu engager des figurants.
À force de persévérance, le film fut finalement achevé, mais il durait une quarantaine de minutes au lieu des trente initialement prévues. Lorsque Jean Rollin le présenta à Sam Selsky, ce dernier estima qu'il était devenu trop long pour être présenté comme prologue au Vampire, créature du diable, et qu'il fallait en faire un long métrage. Jean Rollin rechigna à l'origine devant le manque de réalisme d'un tel désir. En effet, le scénario du Viol du vampire formait un tout cohérent, fermé, qui n'aurait pas admis une suite, d'autant plus que tous les personnages mouraient à la fin du film, hormis Marc, la vampire aveugle et le vieux châtelain. Néanmoins, devant l'insistance de Selsky et la nécessité de se plier à sa volonté pour que le métrage sortît en salles, il accepta de tourner un second volet qu'il intitula Les Femmes vampires. L'idée de base en fut l'intervention, tel un deus ex machina, d'une reine des vampires ressuscitant une partie des protagonistes et poursuivant les autres de sa vindicte. À partir de ce point de départ, Rollin imagina une histoire essentiellement constituée d'une succession de petits épisodes qui s'enchaînaient, un peu sur le modèle des sérials dont il avait été un grand amateur dans son enfance.
Pour réaliser Les Femmes vampires, il bénéficia d'un budget de 300 000 francs supplémentaires que lui octroya Sam Selsky. Malgré cette somme d'argent légèrement supérieure, il dut travailler dans les mêmes conditions que pour le premier volet, avec les mêmes comédiens auxquels il rajouta d'autres dont la quasi-totalité ne se composait également que d'amateurs. Ainsi, l'interprète de la reine des vampires, Jacqueline Sieger, était une simple monitrice dans un hôpital psychiatrique, et elle n'était jamais apparue dans un film. Toutefois, parmi ces nouveaux-venus se trouvait quand même un véritable acteur professionnel : Jean-Loup Philippe, qui interprétait le chirurgien nécromancien. Ce dernier, qui avait déjà joué dans L'Itinéraire marin en 1963, devait par la suite revenir deux fois devant la caméra de Jean Rollin : en 1975 pour Lèvres de sang et en 2007 pour La Nuit des horloges. Au bout du compte, malgré ces conditions peu propices et frôlant l'amateurisme, la suite du Viol du vampire fut terminée sans véritable problème et le film reçut enfin sa forme définitive.
Le 27 mai 1968, Le Viol du vampire fut enfin diffusé dans les salles parisiennes par Jean Lavie et ses associés, les frères Boublil. Sa sortie coïncida exactement avec les événements de mai, et cette circonstance lui attira un vaste public car, à cause des grèves et des émeutes à répétition, il s'agissait d'une des rares productions présentes en salles à ce moment-là. Le film bénéficia d'une magnifique affiche dessinée dans un style psychédélique par Philippe Druillet, que Rollin connaissait bien et auquel il avait d'ailleurs demandé de faire de la figuration dans la séquence avec les paysans. Au même registre de la qualité de certains des contributeurs, il est à noter que la musique est pour partie l'œuvre de François Tusques et Barney Wilen, figures célèbres du free jazz français et européen. D'autre part, la publicité des distributeurs s'efforça d'attirer l'attention sur Le Viol du vampire en le présentant comme le premier film de vampires français, affirmation qui était assez erronée, puisqu'en 1960, soit huit ans auparavant, Roger Vadim avait tourné dans le même registre Et mourir de plaisir. Cependant, cette dernière œuvre étant restée un cas isolé, le film de Rollin possédait quand même une dimension authentiquement novatrice, donc propre à susciter la curiosité et à créer les conditions d'un éventuel succès.
La projection du Viol du vampire déclencha un scandale épouvantable, allant des railleries et des huées jusqu'à des dégradations de salles. Quant à la critique journalistique, elle se montra très hostile. Le Parisien libéré écrivit à propos du Viol du vampire : « [Ce film] participe du happening et du canular de normalien ; du feuilleton de cinéma muet et du film tourné par des amateurs désœuvrés et sans talent, à la fin d'un déjeuner sur l'herbe ; de la parodie de style Rose rouge, comme le célèbre Torticola. Il manque toute trace d'humour. Chacun joue d'un air pénétré et nous ne pouvons que demeurer perplexes devant les intentions du réalisateur, Jean Rollin. On a un moment l'espoir de trouver dans ce tohu-bohu quelques traces d'insolite et de fantastique appréciées jadis par les surréalistes dans Les Mystères de New York. Mais force nous est de renoncer même à ces menus plaisirs. » Le Figaro fut encore plus agressif et méprisant. Le critique qui y commenta Le Viol du vampire déclara que ce film semblait avoir été réalisé par une bande d'étudiants en médecine complètement ivres. En fait, l'accueil de ce long métrage fut tellement mauvais que Jean Rollin envisagea brièvement d'arrêter sa carrière de cinéaste.
Cependant, il résolut finalement de continuer, non seulement par passion pour le septième art, mais aussi parce que Le Viol du vampire obtint quand même une sorte de succès de curiosité et s'avéra assez rentable financièrement. Du coup, Sam Selsky incita Rollin à tourner un nouveau film : ce fut La Vampire nue, qui sortit l'année suivante, en 1969. Quant au Viol du vampire, il ne fut plus diffusé dans les salles après 1970 et il fallut attendre le début des années 2000 pour qu'on le projetât de nouveau, lors d'une rétrospective sur Jean Rollin organisée par la Cinémathèque française les 24 et 25 juillet 2003. D'autre part, il ne fut jamais présenté à la télévision, les responsables des diverses chaînes ne le jugeant pas assez susceptible de garantir de bonnes audiences.
Comment expliquer le scandale du Viol du vampire lors de sa sortie ? La vision du film permet d'apporter une réponse. De fait, celui-ci souffrit beaucoup de sa nature de long métrage artificiel. Quand on regarde Le Viol du vampire, on s'aperçoit d'emblée que la première partie se suffit à elle-même, qu'elle se clôt sur un point final et que la seconde partie entraîne le spectateur dans une intrigue radicalement différente. Rien n'annonce l'intervention de la reine des vampires, qui paraît complètement gratuite, et à aucun moment, avant son arrivée, il n'est fait allusion à sa société secrète ou à sa sinistre clinique ; ces derniers n'ont même aucune place dans le cadre des événements de la première partie, et leur présence n'y est même pas implicite. Pour résumer, le film est fondamentalement discordant. Toutefois, ce n'est pas cet élément qui a le plus rebuté les spectateurs des années 1960. Le principal problème du Viol du vampire provient de l'impression d'amateurisme qui se dégage de la mise en scène et, surtout, du montage des séquences. Ce dernier est très abrupt, très haché, avec beaucoup de raccords maladroits et un grand nombre de transitions bâclées. Du coup, le film en devient confus et la compréhension de l'intrigue s'avère difficile.
En fait, on n'arrive vraiment à comprendre le scénario qu'après au moins deux visionnages. L'emploi du noir et blanc n'arrange rien du tout, parce que l'absence de couleur réduit les différences d'aspect entre les acteurs (les traits des visages sont moins nets, et l'on distingue difficilement les teintes de cheveux). Dans un tel contexte, il n'est pas facile de suivre chaque personnage. En fait, le public de 1968 a surtout hué un film qui ressemblait trop à une suite de saynètes sans véritable lien entre elles. À cela s'ajoutèrent d'autres facteurs. Dans les années 1960, la référence en matière de films de vampires était représentée par les productions de la firme anglaise Hammer, c'est-à-dire des longs métrages en couleurs plongés dans une ambiance gothique aux teintes chatoyantes, où le sang était d'un beau rouge vif.
Or Le Viol du vampire était un film en noir et blanc dont l'esthétique globale évoquait beaucoup plus les productions fantastiques des années 1920 et 1930 – notamment le célèbre Vampyr (1932) de Carl Theodor Dreyer –, ainsi que les films surréalistes réalisés à la même époque par Luis Buñuel et Salvador Dalí comme Un chien andalou (1929) ou L'Âge d'or (1930). Il paraissait donc clairement anachronique et en décalage total avec son temps. Enfin, l'érotisme appuyé de plusieurs scènes du Viol du vampire ne put que lui attirer l'hostilité des catholiques conservateurs et d'une grande partie des militants communistes. De fait, Jean Rollin avait craint la censure et il avait donc présenté son film à la commission de contrôle sous la forme de deux moyens métrages distincts, les censeurs se montrant à cette époque plus libéraux envers les films courts qu'à l'égard des longs métrages.
En dépit de ses insuffisances, Le Viol du vampire demeure néanmoins un film important à l'intérieur de l'œuvre de Jean Rollin. En effet, plusieurs thèmes développés dans ses longs métrages postérieurs y apparaissent déjà : non seulement le vampirisme et la fascination pour les vieux cimetières (lesquels composent le décor de deux séquences : celle de l'enlèvement du corps de Brigitte et celle d'un duel avec une femme vampire), mais également le lesbianisme (la reine des vampires est saphique) et un goût très prononcé pour l'érotisme (les scènes de nudité féminine y sont nombreuses).
Certaines scènes et certains personnages furent même repris presque à l'identique dans ses autres films. Ainsi, au début du Viol du vampire, lorsque Brigitte pénètre dans la maison des quatre mortes-vivantes, un plan très bref nous montre soudain le cadavre ensanglanté d'une colombe qui gît sur le sol. Or, en 1970, lorsqu'il réalisa Le Frisson des vampires, Jean Rollin y introduisit de nouveau cette image frappante, à cette différence près que le cadavre saignant de l'oiseau se trouva cette fois sur un cercueil. De même, toujours dans les premières minutes du film, le passage où les sœurs vampires entreprennent de déshabiller Brigitte qui se laisse faire, comme hypnotisée, inspira très largement une autre scène du Frisson des vampires : celle où l'héroïne, Ise, est séduite pour la première fois par la vampire Isolde. Plus généralement, la demeure des quatre revenantes, uniquement éclairée par une foule de bougies et de candélabres, rappelle beaucoup sur ce point le château du Frisson des vampires, dont les couloirs et les salles sont illuminés au moyen des mêmes accessoires. Cependant, il y a bien d'autres éléments du Viol du vampire que Rollin n'hésita pas à recycler.
Ainsi, le thème de la clinique démoniaque dissimulant d'affreuses expériences fut employé de nouveau dans La Vampire nue (1969) puis dans La Nuit des traquées (1980). La scène où deux époux sont enfermés dans un cercueil sur ordre de la reine des vampires, pendant sa messe noire, fut largement récupérée pour concevoir le finale de Lèvres de sang (1975), durant lequel on contemple deux amants qui se retirent dans un coffre funèbre pour faire l'amour. La plage de Pourville-lès-Dieppe, qui surgit bien à trois reprises au cours de l'intrigue (lors de la première mort de Thomas et de sa compagne, lors de la tentative d'assassinat de la vampire aveugle et lors du trépas de la vampire fidèle au châtelain), n'arrêta pas de reparaître dans les œuvres les plus personnelles de Rollin. Enfin, le personnage de la vampire aveugle, qui est aussi à moitié folle, servit largement de modèle à celui de la jeune fille aveugle et simple d'esprit que rencontre l'héroïne des Raisins de la mort (1977).

## Diffusion en vidéo
À la différence des autres films de Jean Rollin, Le Viol du vampire demeura très longtemps, en France, introuvable en vidéo, la cause de cette disgrâce se trouvant dans sa nature de long métrage en noir et blanc. Pour beaucoup de distributeurs français, cette caractéristique lui conférait un aspect archaïque propre à dérouter le spectateur contemporain habitué à la couleur et souvent prompt à considérer les films en noir et blanc comme des vieilleries renvoyant à une époque révolue et incapables de séduire sa sensibilité. Ce n'est qu'en l'an 2000 que Norbert Moutier, grand ami du réalisateur, osa enfin l'éditer en cassette sous son label N.G. Mount International. Par la suite, Le Viol du vampire a connu en 2004 une nouvelle édition française en vidéo, cette fois sous forme de DVD, par la maison de production et d'édition LCJ, qui l'a ressorti dans sa collection Jean Rollin avec tous les autres films personnels du réalisateur jusqu'à La Fiancée de Dracula. À l'heure actuelle, il n'en existe aucune nouvelle édition en France, que ce soit en DVD ordinaire ou en Blu-ray. L'entreprise suisse Elektrocity a sorti en 2011 une Hartbox contenant deux DVD du premier long-métrage de Jean Rollin, cependant les DVD comme le livret ne sont pas originaux mais signés Encore-Films, qui avait déjà édité une version collector de ce film.